# Fouad Idabdelhay
Fouad Idabdelhay (Bergen op Zoom, 2 maggio 1988) è un calciatore olandese, attaccante del Kruisland.
Possiede il passaporto marocchino.